# ワイルドキャット・カートリッジ

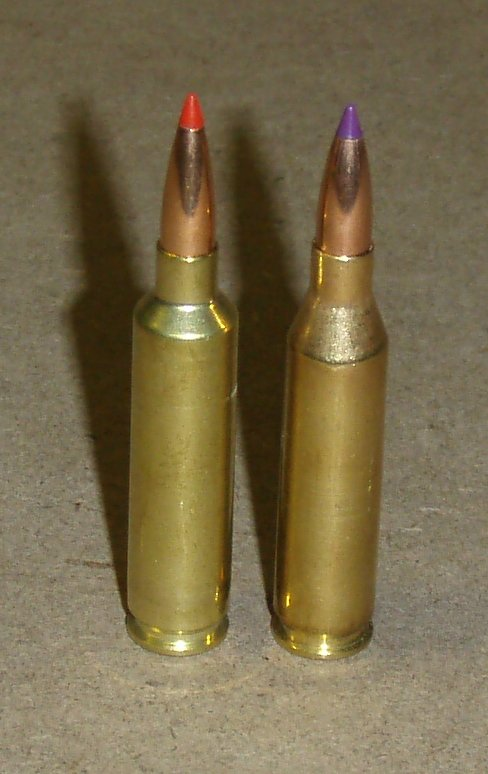
.243 Winchester Ackley Improved（左）と .243 ウィンチェスター（右）

ワイルドキャット・カートリッジ(英語: Wildcat cartridge)、または、ワイルドキャットは、量産されていない弾薬および銃用のカスタム・カートリッジである。普通、これらのカートリッジは、すでに市販されているカートリッジの特定の性能（たとえば威力、大きさ、あるいは効率）を最適化するために作られる。
ワイルドキャット・カートリッジの開発や使用は、通常は、軍や法執行機関に採用されるのが目的ではない。特にアメリカでは、むしろ、精密射撃、狩猟、ガンスミス、およびハンドロード愛好者の趣味である。ワイルドキャット・カートリッジの種類は無限に増える可能性がある。ガンスミスの機材に関する資料のひとつは、チャンバー・リーマーのような機材を提供するために、6,000以上の異なるワイルドキャット・カートリッジのライブラリを持っている。

## ワイルドキャットの開発
多くの場合、ワイルドキャットは、何らかの方法で性能を変化させた市販の弾薬である。この口径の銃身は、銃身を製造する過程で、ガンスミスが特別な加工をすることによって製造される。通常は、同じメーカーが、弾頭を薬莢にはめ込む道具であるリローディング・ダイスも提供する。カスタム・カートリッジに対応するために銃の銃身を交換する作業には精密な機材が必要なので、ほとんどの場合、ワイルドキャットは銃身のメーカーによって、または、その協力のもとで開発される。ワイルドキャット弾薬は、修正したペアレント・ケース（元にする弾薬の薬莢）と、ガンスミスが提供するワイルドキャット・ダイスを使ってハンドロードされる。通常は、銃身またはダイスのサプライヤーは、弾薬の開発に使用する火薬の種類、装填する量、弾頭の重量などの、基本的なリローディング・データも提供する。このデータは、ハンドロードする人たちが、最初は最小限のロードから始めて、注意深く次第に増やしながら、新しいロードを開発するために使用される。
ワイルドキャットの薬莢とカートリッジは、売られていることもあるが、その場合でも小さなメーカーからだけである。大手のメーカーは、普通はワイルドキャットを製造しない。市場が限られている上に、CIPやSAAMIによる基準が確立していないので、責任問題の懸念があるからである。

## ワイルドキャットの目標と手法

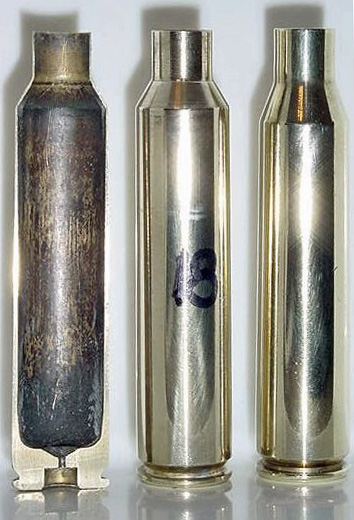
左から、.338 Yogi ワイルドキャット・カートリッジの切断した薬莢と、通常の薬莢、および、比較のための.338ラプア・マグナムのファクトリー弾薬の薬莢

ワイルドキャット・カートリッジは様々な理由で開発される。
通常は、その目標は、市販のカートリッジのいくつかの特性を、与えられた条件の中で最適化することである。
より高い速度、大きなエネルギー、より良い効率、より少ないばらつき（つまり、より良い精度）を、特定の管轄における特定の獲物の狩猟の際に、合法的に許される口径や弾頭の重量の制限の中で得るのが、主な理由である。メタリック・シルエット・シューティングというスポーツは、多くのワイルドキャットを生み出し、いくつかの小銃弾は拳銃から発射できるように改造された。自動拳銃を狩猟や競技に使う場合、ソフトノーズやホローポイントのフィーディング（弾倉から薬室への装填）を改善するのも、目的の一つである。たとえば、ストレートな薬莢の.45ACP弾はホローポイント弾頭のフィーディングで問題が起きるので、ボトルネックの.38/.45クラーク弾が開発された。
一般的に言って、ワイルドキャット・カートリッジを開発する理由には、以下のようなものがある。
- 薬莢の容量（ケース・キャパシティ）を増やすか、口径を減らすことで、より高い速度を得る。
- ケース・キャパシティを増やすか、口径を増すことで、より大きなエネルギーを得る。
- ショルダーの角度（ショルダー・アングル）を増やすか、薬莢を短縮するか、薬莢のテーパーを小さくすることで、より良い効率を得る（砲内弾道学（英語版）も参照）。
- 特定の弾頭の直径、重量、速度に応じてケース・キャパシティを調整することで、ばらつきをなくす。
- フィーディングの問題を解決する。

ワイルドキャット・カートリッジを開発する方法には、以下のようなものがある。
- 冷間加工（コールド・フォーミング）。ペアレント・ケースには潤滑油を塗り、そのワイルドキャット・カートリッジの口径のリローディング・ダイに挿入して注意深く力をかける。これによって、薬莢は新しい形に変形させられる。この方法は、薬莢の寸法を減らす時、たとえばネックを絞ったり、ショルダーを後ろに押したり、ネックの直径を変えたりするときに使われる。
- ファイア・フォーミング（英語版）。ペアレント・ケースか、部分的に冷間加工した薬莢に、軽い弾頭とわずかな火薬を詰め、その弾薬を使う銃から発射する。他に、薬莢に少量の速燃性の火薬を入れ、その上に薬莢の口まで小麦クリーム（英語版）を入れて詰め物で蓋をした特製の空包を作成し、それを使って薬莢を拡げる方法もある。この方法は、薬莢の寸法を増やす時、たとえばネックを前方に移動させたり、ネックの角度を増やしたり、薬莢をストレートにしたりするときに使われる[5]。
- トリミング（切る）。通常の場合、冷間加工やファイア・フォーミングをした後、ケース・マウスは理想よりも長いので、正しい長さに切らなければならない。トリミングはリローディングをするときの通常の手順で、高い圧力のカートリッジは発射するたびに少しずつ伸びるので、マウスからはみ出た部分を定期的に切る必要がある。
- 弾頭の直径を変更する。これは「ネック・アップ」「ネック・ダウン」と呼ばれ、ワイルドキャット・カートリッジを作るときに最もよく使われる方法である。新しい口径にすることで、もとのカートリッジに比べて、弾頭の重さの選択肢が広がり、速度や威力や風の影響に対する耐性を大幅に向上させることが出来る。
- ネッキング・バック (Necking back)。これは、冷間加工の一つで、ケース・キャパシティを減らすためにネックを後ろに押す。これはより短い銃身のための弾薬を開発するときによく用いられる。例えば、小銃弾を拳銃弾にするような場合である。
- ブロー・アウト (Blowing out)。これはファイア・フォーミングによってショルダーを前に移動させ、ケース・キャパシティを増加させるものである。
- ショルダー・アングルを変更する。ショルダー・アングルを直角に近づければ、薬莢内の空間は理想的な球形に近づき、より効率的に燃焼がおこなえる。同時にショルダーを後ろに移動させるのであれば、冷間加工を使う。ショルダーの位置が同じか、前に動かすのであれば、ファイア・フォーミングを使う。
- 薬莢の傾き（テーパー）を減らす。これはファイア・フォーミングによっておこなわれるが、カートリッジが円筒に近づき、ショルダー・アングルを変更するのと同じような効果が得られる。
- リムを変更する。ワイルドキャット・カートリッジの加工としておこなわれるときは、精確な旋盤加工技術が必要なので、通常はメーカーのみがおこなう。通常はリムドからリムレスに、またはリムレスからリベイテッドに変更し、その銃の作動部が想定していた弾薬より大きなペアレント・ケースを装填できるようにする。逆に、薬莢にリムを追加するのは、通常は大手のメーカーによってのみおこなわれる。例えば、.45 Auto Rim、つまり、.45 ACP のリムド弾薬は、ムーンクリップなしでリボルバーから排莢できるようにしたものであり、.307 ウィンチェスター弾（英語版）のリムド弾薬.308ウィンチェスターは、レバー・アクション・ライフル用に開発されたものである。ハンドローディングする場合、リムレス薬莢に金属の輪をかしめて（スウェージ）から、旋盤加工することで、リムを追加することが出来る。しかし、これは非常に困難で集中力を必要とし、また、特別なスウェージング・ダイと、精確な金属加工用旋盤が必要になる[6]。単に、必要な直径もしくはその直径になるようにリーマで削ったリムド薬莢を使って始めた方が、大幅に簡単である。
- 薬莢の長さを長くする。 薬莢を長くすると、通常は古い薬莢ではなく完全に新しい薬莢を使うことになるが、このような変更は通常はメーカーだけが可能である。既存の薬莢を薄くして引き延ばすことで、少し長くすることは可能ではあるが、これには特殊な機材と経験が必要である[6]。通常は、薬莢の長さを延ばすよりも縮めるほうが、大幅に簡単である。

## ワイルドキャット・カートリッジの例
ワイルドキャット・カートリッジは、量産されているカートリッジよりも種類が多い。ほとんどのワイルドキャット・カートリッジはカスタム・メイドなので、普通はあまり有名ではない。しかし、ワイルドキャット・カートリッジのいくつかは、小さなメーカーから少量が市販されている。代表的なワイルドキャット・カートリッジを以下に挙げる。
.30 Herrett
.30-30ウィンチェスター弾のネックを後退させ、ショルダー・アングルを鋭くしたもの。銃身が10インチ (25 cm)程度の拳銃用に開発され、.30-30と同等の威力と、より高い効率、より少ないマズル・ブラストを実現した。
.357 Herrett
.30 Herrettと同様に、.30-30ウィンチェスターをもとにしているが、それを短縮し、.357インチ (9.1 mm)にネック・アップしたもの。短い銃身で使うために設計され、その結果、.30-30よりも高い効率と高い威力が得られた。10インチ (25 cm)銃身のトンプソン・センター・アームズのコンテンダー・ピストルによる、中型の獲物の狩猟には、最適な口径の一つと考えられることが多い。
.10 Eichelberger Long Rifle
ワイルドキャット・カートリッジの中では数少ない、リムファイア・カートリッジをもとにしたカートリッジである。これは、.22ロングライフル弾を分解し、薬莢を再利用して作られる。口径.10インチ (2.5 mm)はライフリングが切られた銃身としては最も小さい。この極めて小さい.10口径の弾頭は、反動がほとんどなく、また、非常に高速である。近距離の小型の獲物にも使えるが、実用的な狩猟や標的射撃の弾薬に比べると珍しい。
5.7 MMJ (.22スピットファイア)
.30カービン弾の薬莢を .223インチ (5.56 mm)にネック・ダウンしたもので、軍が放出したU.S.M1カービンを近距離のバーミント・ライフルに改造するために開発された。
6mm PPC
.220ロシアンをもとにしているが、.220ロシアンはアサルト・ライフルの弾薬である7.62x39mm弾をもとにしている。6mm PPCは、1975年、特にベンチレスト射撃のために開発された。6mm PPCは一般には普及していないが、入手可能な最高のベンチレスト・カートリッジとして20年間君臨していた.222レミントンから、その座を奪った。短く、太く、ショルダー・アングルが鋭いので、単発ライフルでしか用いることが出来ないが、ベンチレスト射撃において、その後30年間経った今でも強い勢力を持っている。
.22 Eargesplitten Loudenboomer
この面白い名前のカートリッジは、P. O. Ackleyによって初速5,000 ft/s (1,500 m/s)を超えるものとして開発された。.378ウェザビー・マグナム弾の薬莢をもとにしており、口径に対して非現実的なほど高威力なので、普及しなかった。
7mm TCU (7TCU)
.223レミントン弾をもとにしており、トンプソン・センター・アームズのコンテンダーやG2コンテンダーのような、単発拳銃で人気がある。実際、これはTCU・ワイルドキャット・カートリッジ・ファミリーの一つである。

### オーストラリアのワイルドカット・カートリッジ
オーストラリアでは、ワイルドキャット・カートリッジは比較的一般的である。ほとんどは主にシカやカンガルーの狩猟用に作られており、通常は.303ブリティッシュ弾をもとにしているが、これは戦後この弾が普及しており、また、オーストラリア軍用のリー・エンフィールド MkIIIが放出され、入手が容易だったからである。放出されたライフルの多くが.257口径の銃身に交換され、これは303-25として知られている。面白い特徴の一つは、ハンドローディングではあまり信頼性が高くないことで、その代わりがガンスミスから提供される。
（当時は）既存の銃身を拡げて薬室を切りなおす方が、新しい銃身に交換するよりも安価だったので、使い古された銃身の302-25ライフルは、経済的に.277口径に変更され、これは303-270として知られている。
.222レミントン弾、つまりMartiniの.222リムド弾薬もよくみられる。.22ロングライフルの薬莢をもとにした、"Tini-Mite" や "Mini-Mite" と呼ばれる.17口径のリムファイア・カートリッジもまた、よくみられる。

### 商品化されたワイルドキャット
いくつかのカートリッジは、カスタム・メイドの（市販用ではない）ワイルドキャット・カートリッジとして出発したが、十分広く普及したり、人気が出たりしたので、市販されるようになった。通常、あるカートリッジは、民間の銃器メーカーがその口径の銃を提供するようになると、ポピュラーになる。いったんポピュラーになると、SAAMIの基準を開発するための資金が出来る。SAAMIの基準ができると、すべての銃器および弾薬メーカーは、SAAMIの基準を満たして製造した製品はすべて安全に使用できることが保証できるようになる。
商品化されたカスタム・カートリッジの例を挙げる。
.22-250
.250サベージの薬莢をもとにしており、.22-250は入手可能な.22(5.56 mm)口径のなかで、最も高速な弾薬の一つである。ファクトリー製の最初の銃は、1963年にブローニングから提供され（これは、ワイルドキャット・カートリッジ用の最初のファクトリー・ガンである）、その後、.22-250はレミントンによって.22-250レミントンとして採用された。
.22 CHeetah
.308 BR（ベンチレスト）薬莢をネック・ダウンして.22口径としたもので、.22 CHeetah は4,000 ft/s (1,200 m/s)という相対的に高速な.22口径の弾頭のおかげで、平らな弾道を描く。銃身には負担がかかるが、300ヤード (270 m)の距離の害獣駆除用の弾薬として、非常に効果的である。
.303/25
.303ブリティッシュ弾を.25口径にネックダウンしたもので、オーストラリアにおいて、カンガルーの処分(en:culling)や害獣駆除用に、1940年代に開発された。ニューサウスウェールズ州で1940年代から1950年代にかけて普及したが、これは銃規制によって、.303ブリティッシュ弾を使う銃の所有が制限され、また、民間用の狩猟銃や弾薬を海外から輸入するのが難しかったからである。今は時代遅れであるが、オーストラリアには、この口径に改造されたリー・エンフィールド・ライフルが多く残っている。
6.8mm SPC
このカートリッジはアメリカ軍の特殊部隊の、5.56x45mm NATO弾よりも殺傷力の大きな弾薬の研究によって開発された。.30レミントンをもとに、.270口径にネックダウンし、M16自動小銃にちょうど良い大きさにしたものである。6.8mm SPCは、現在のところ軍の公式な採用は疑問視されているが、アフガニスタンとイラクで特殊部隊の兵士によって使われており、また、民間にも普及しつつある。
7mm-08
.308ウィンチェスターをネック・ダウンして7 mm (.284 口径)にしたもので、より軽く空力的に優れた7mm弾頭によって、よりフラットな弾道になっている。性能は7mmマグナムに似ているが、より短いライフル・アクションとすることができ、また、ベルテッド薬莢を必要としない。
7-30 Waters
7-30 Watersは、1890年代の昔に設計されたレバー・アクション・ライフルの性能を向上させる目的で設計された。.30-30ウィンチェスター弾をネック・ダウンして7 mm (.284 口径)にしたものである。レバー・アクション・ライフルが許容できる腔圧の低さと、チューブ式弾倉に装填するために必要な平らな弾頭にもかかわらず、7-30 Watersは弾頭の重さをわずかに減少させることによって、大幅な速度の向上と、部分的な密度の向上を実現した。このカートリッジは、また、トンプソン・センター・アームズのコンテンダーやG2のような、チューブ式弾倉では安全に使えない先の尖った弾頭が使える利点を持った単発式の拳銃を使うハンターの支持も得た。このカートリッジは、小型から、オジロジカやミュールジカを含む中型の獲物に対して、非常に効果的である。
.454カスール
このマグナム・リボルバー・カートリッジは、.45ロング・コルト弾を延長したもので、高威力のビッグ・ゲーム・ハンティング（大物狩り）用の弾薬として、Dick Casull と Jack Fulmer によって、1957年に開発された。長い間、ワイオミングの小さなメーカーであるフリーダム・アームズだけが、このカートリッジを使う銃の唯一のメーカーだった。1990年代の中ごろ、スターム・ルガーとタウルスの大手二社は、.454カスール口径の銃の販売を始めた。.454カスールは、その高い威力で人気になっていたからである。1998年、SAAMIはこのカートリッジの基準を初めて公表し、このカートリッジは最終的に市販された。

### 第二世代（およびそれ以降）のワイルドキャット
ワイルドキャット・カートリッジのいくつかは、市販の弾薬ではなく、別の成功したワイルドキャット・カートリッジをもとにしている。良い例として、.308 x 1.5" Barnesがある。これは、弾薬の製作者として著名なFrank Barnes によって、.308ウィンチェスターのネックを単に1.5インチ (38 mm)後退させたものであるが、ほかの多くの成功したワイルドキャット・カートリッジを生み出した。.308 x 1.5"の薬莢はいくつかのメーカーから入手できるが、手作りの.308 x 1.5"とはプライマー・ポケット（雷管をはめ込む穴）が小さいという点で異なっている。もとの.398ウィンチェスターの薬莢は、プライマー・ポケットが大きい（小さなプライマーは、短い弾薬の、小さな容量の薬莢に適している）。プライマー・ポケットが小さい.308 x 1.5"薬莢から、最低でも8種類のワイルドキャット・カートリッジが生み出され、その中には大変成功したベンチレスト射撃の弾薬である、ベンチレスト・レミントン・ファミリーの、.22 BR、6mm BR、6.5mm BR、7mm BR、.30BR が含まれている。
他には、7.62x39mm弾をもとにした.220ロシアン弾の例がある。1970年代に作られていたほとんどすべての7.62x39mm弾は、ベルダン型のプライマーで、また、多くは鋼鉄製の薬莢だったので、リロードが難しく、ワイルドキャット・カートリッジを作るのに適していなかった。しかし、.220ロシアンは、ボクサー型のプライマーと、品質の高い真鍮製の薬莢を備えており、いまでもすぐに入手できる。PPC 口径の銃の方が.220ロシアン口径の銃よりも圧倒的に多いにもかかわらず、.220ロシアンは、今でも .22 PPC や 6mm PPC のような PPC シリーズのカートリッジのペアレント・カートリッジとして選択されている。同様に、PPC シリーズのカートリッジは、AR-15プラットフォーム向けの長距離用高速カートリッジである6.5mmグレンデル弾のペアレント・ケースである。